# 荒井松司
荒井 松司（あらい まつじ、1913年（大正2年）4月17日 - 2008年（平成20年）9月27日）は、昭和から平成時代前期の政治家。埼玉県上尾市長。

## 経歴
埼玉県上尾市出身。1931年（昭和6年）熊谷農学校卒業。上尾町議会議員1期、上尾市助役、上尾市議会議員1期を経て、1975年（昭和50年）より埼玉県議会議員に3選し、1985年（昭和60年）同副議長を務めた。1988年（昭和63年）2月、上尾市長に当選し2期務めた。